# Machilus chayuensis
Machilus chayuensis är en lagerväxtart som beskrevs av S. Lee in S.K. Lee, F.N. Wei, Y.T. Wei, & H.W. Li. Machilus chayuensis ingår i släktet Machilus och familjen lagerväxter. Inga underarter finns listade i Catalogue of Life.